# Adonisea buta
Adonisea buta là một loài bướm đêm trong họ Noctuidae.